# Model przyrostowy

Diagram modelu przyrostowego

Model przyrostowy (realizacja przyrostowa, ang. incremental development) – technika tworzenia oprogramowania stosowana w przypadkach, w których dopuszczalna jest okrojona funkcjonalność systemu.

## Fazy
- określenie całości wymagań (w ramach naszych możliwości, na tyle na ile uda nam się je sprecyzować), wykonanie wstępnego, ogólnego projektu całości systemu
- wybór pewnego podzbioru funkcji systemu
- szczegółowy projekt (według modelu kaskadowego) oraz implementacja części systemu realizującej wybrane funkcje
- testowanie zrealizowanego fragmentu i dostarczenie go klientowi
- powtarzanie kolejnych etapów, aż do zakończenia implementacji całego systemu

## Zalety
- częste kontakty z klientem (skrócenie przerw w porównaniu z modelem kaskadowym)
- brak konieczności zdefiniowania z góry całości wymagań (na wstępie definiujemy, co nam się uda mając nadzieję, że uda się wyspecyfikować całość wymagań na etapie testowania zrealizowanych fragmentów)
- wczesne wykorzystanie przez klienta fragmentów systemu (funkcjonalności)
- możliwość elastycznego reagowania na opóźnienia realizacji fragmentu – przyspieszenie prac nad inną/innymi częściami (sumarycznie – bez opóźnienia całości przedsięwzięcia projektowego)

## Wady
- dodatkowy koszt związany z niezależną realizacją fragmentów systemu
- potencjalne trudności z wycinaniem podzbioru funkcji w pełni niezależnych
- dlatego: konieczność implementacji szkieletów (interfejs zgodny z docelowym systemem) – dodatkowy nakład pracy (koszt), ryzyko niewykrycia błędów w fazie testowania